# Microsoft 365
Microsoft 365 (do dubna 2020 Office 365) je soubor cloudových služeb, které poskytuje firma Microsoft na bázi předplatného. Společnost tento produkt do svého portfolia zařadila v roce 2011, přičemž původně cílila na podnikovou sféru. O dva roky později uvedla na trh varianty produktu pro koncové spotřebitele. Office 365 byla reakcí na zvyšující se popularitu cloudových služeb, které např. poskytoval konkurenční Google. Microsoft Office byl do té doby především samostatný kancelářský software poskytovaný pro operační systémy Windows a macOS (dříve OS X). Poslední verzi tohoto kancelářského softwaru pro Windows představuje Office 2021 a pro macOS pak Office 2011. Office 365 podporují snadnou týmovou komunikaci, výměnu souborů, spolupráci na projektech a propojují samostatné softwarové nástroje s online službami.

## Historie
Microsoft oznámil dostupnost Office 365 dne 28. června 2011. Produkt byl z počátku dostupný ve 40 zemích, do té doby jej ve fázi beta testovalo přes 200 000 organizací. Office 365 byla v této verzi kombinací produktů Microsoft Office, SharePoint Online, Exchange Online a Lync Online. Spotřebitelé běžně používali Microsoft Office, zatímco zbytek zmíněných produktů byl používán pouze ve firmách. Microsoft vstupem na trh s Office 365 reagoval na popularitu cloudových řešení. V této oblasti se do té doby dařilo etablovat např. firmě Google se svými Google Apps. Cloudové řešení spočívalo v tom, že zájemce o produkt se nestaral o provoz vlastních serverů. Provoz zajistil provozovatel služby – v případě Office 365 to byl Microsoft. Do té doby podniky, které se zajímaly např. o Exchange, musely tuto technologii nasazovat a spravovat na vlastních serverech. Model předplatného rovněž odboural nutnost zakupovat licence nových produktů v případě, že by firma chtěla přejít na nejnovější verzi. Předplatné zaručilo, že měl podnik vždy k dispozici poslední dostupnou verzi softwaru.
Edice určená pro menší podniky do 25 zaměstnanců se nazývala Small business. Licenční podmínky určily, že se bude platit za každého zaměstnance 6 USD. Edice pro větší podniky navíc nabídla širší možnosti konfigurace a kancelářský balík Office 2010 Professional Plus pro každého uživatele, přičemž cenové rozpětí se pohybovalo mezi 2–27 USD na uživatele podle toho, které funkce si podnik zvolil. Konkurenční Google Apps stály 4–5 USD. Produkty od uvedených dvou technologických gigantů však kvůli rozdílným možnostem nebylo možné přímo srovnávat. Např. analytik Matt Cain z firmy Gartner nebyl přesvědčený o tom, že Office 365 nutně konkurují Google Apps, naopak podle něj Microsoft uvedením cloudového řešení především potvrdil, že strategie Googlu byla správná a uvedení Office 365 spíše zvedne zájem o Google Apps.

### Uvedení edice pro spotřebitele
Dalším důležitým milníkem se stalo uvedení Office 365 pro spotřebitele, které bylo spojeno s uvedení nové řady kancelářského softwaru Office 2013 pro osobní počítače s Windows. K uvedení došlo 29. ledna 2013, přičemž služba byla v době uvedení prodávána ve 162 zemích. Navzdory stejnému marketingovému označení se ve srovnání s Office 365 pro podniky jednalo o výrazně odlišný produkt. Bylo zohledněno zaměření na domácí uživatele, kteří proto neobdrželi podnikové produkty jako Exchange a další. Edici pro domácnosti Microsoft postavil primárně na kancelářském balíku Office pro osobní počítače, dále na cloudovém úložišti SkyDrive (dnes se nazývá OneDrive), kde každý uživatel k bezplatnému 7GB plánu dostal navíc 20 GB. Podobně každý uživatel dostal k vyčerpání na každý měsíc 60 minut telefonování skrze Skype.
Spotřebitelská edice byla pojmenována jako Office 365 Home Premium a zájemci za ni zaplatili 99 USD ročně. Oproti dřívějším přísným licenčním podmínkám bylo předplatné bráno jako výrazné uvolnění poměrů. Služba umožnila instalaci balíku Office až na pět počítačů v domácnosti, přičemž nedošlo k trvalému svázání softwaru s hardwarem. Bylo proto možné Office odebrat z jednoho počítače a provést instalaci např. na nově zakoupený stroj, jenž vystřídal stávající počítač. Předplatné bylo dále možné netrvale svázat s až pěti uživatelskými účty Microsoft, přičemž každý připojený uživatel automaticky získal přístup ke službám poskytovaným v rámci předplatného, což znamenalo především navýšení kapacity v cloudovém úložišti. Předplatné dále odbouralo nutnost zakupovat nové licence v případě vydání nových verzí klientského softwaru, uživatelé díky tomuto modelu měli k dispozici vždy aktuální software.
Vedle volných licenčních podmínek bylo uvedení Office 365 Home Premium překvapivé v tom, že uživatelé získali nástroje ze sady Office, které se v běžných edicích Office pro domácnosti nevyskytovaly – šlo např. o Outlook. Nebylo ani nutné pořizovat si instalační DVD, Microsoft v rámci předplatného nabídl webovou administraci, kde uživatelům umožnil stáhnout si požadovanou verzi balíku Office. Předplatné nabídlo cenově zajímavější produkt, než jakým byla samostatná licence na klientský software Office, nikoli však pro každého. Obecně platilo, že bylo velice výhodné, pokud produkt domácnost využívala co možná nejvíce, naproti tomu např. pro jednotlivce s jedním počítačem naopak Office 365 Home Premium představovala zbytečně drahý produkt.
Evropský inspektor ochrany údajů roku 2024 po tříletém vyšetřování poukázal na nedostatečné záruky předávání osobních údajů mimo EU.